# بيرسول
بيرسول (بالإنجليزية: Persol)‏ هي شركة نظارات إيطالية متخصصة في النظارات الشمسية. الاسم مشتق من كلمة إيطاليه "per il sole" والتي «وسيلة للشمس». تشكلت في 1917 من قبل جوزيبي راتي، وبيرسول تهتم أصلا بالطيارين وسائقي السيارات الرياضية. وفي الوقت الحاضر، فإن الشركة تشتهر بالنظارات الرياضية المتينة. علامتها التجارية هو السهم الفضي، والعديد من نظارات الشركة تظهر هذا الرمز.
وكان لبيرسول تأثير كبير في إنتاج النظارات الشمسية. وقد طورت الشركة أول جذع إطار مرن. وقدمت بيرسول إلى الولايات المتحدة في عام 1962. وافتتح أول بوتيك روديو درايف في لوس انجليس في عام 1991. وهي مملوكة حاليا من قبل مجموعة لوكسوتيكا.

## وصلات خارجية
- الموقع الرسمي[وصلة مكسورة]